# Bertrand Delanoë
Bertrand Delanoë (bɛʀˌtʀã dəlanɔˈe) (nar. 30. května 1950 v Tunisu v Tunisku) je francouzský politik, člen Socialistické strany, který v letech 2001–2014 během dvou funkčních obdobích zastával úřad starosty města Paříže. V roce 2014 jej v této funkci vystřídala dosavadní místostarostka Anne Hidalgo ze stejné politické strany.

## Soukromý život
Delanoë se narodil v tehdejším Francouzském protektorátu Tunisko v rodině geometra Augusta Delanoë a zdravotní sestry Yvonne rozené Delordové. V šesti letech se stal členem pěveckého sboru Petits Chanteurs à la Croix des Sables.
Ve věku 13 let se jeho rodina přestěhovala do Francie do města Rodez v departementu Aveyron, kde Bertrand Delanoë získal středoškolské vzdělání. Poté odešel na univerzitu v Toulouse, kde studoval práva a hospodářské vědy.
Založil vlastní reklamní a komunikační agenturu, která mu umožnila ekonomickou nezávislost na politice.
Dne 22. listopadu 1998 v televizním debatním pořadu Zone Interdite (Zakázaná zóna) na kanálu M6 se veřejně přihlásil ke své homosexualitě. V té době byl již významným komunálním politikem a senátorem. Je jedním z mála politiků, kteří jsou ochotni otevřeně hovořit o své citové orientaci. Delanoë sám se aktivně neúčastní v homosexuálním hnutí, podporuje však veřejně aktivity za rovnoprávnost a respekt gay menšiny. Mezi jinými z komunálních prostředků podporuje LGBT sdružení jako Act Up-Paris, Centre Gay & Lesbien či SOS Homophobie a dále organizace bojující proti AIDS, neboť Paříž je od počátku 80. let 20. století v tomto směru jedním z nejpostiženějších měst v Evropě. Rovněž každoročně zahajuje Gay Pride v Paříži.

## Politická kariéra
Členem Socialistické strany se stal již v 21 letech v roce 1971. První politickou funkci získal ve svých 23 letech, kdy byl v Rodez zvolen sekretářem socialistické federace v departementu Aveyron.
Díky svému řečnickému talentu začal pracovat ve stranické centrále PSF v Paříži. V komunálních volbách roku 1977 byl zvolen do městské rady v Paříži a spolu s ním i budoucí premiér Lionel Jospin. Ve volebním období 1981-1986 byl poslancem Národního shromáždění za 18. obvod. V té době se stal mluvčím Socialistické strany. V roce 1988 kandidoval za tento obvod opět, ale porazil jej tehdejší náměstek pařížského starosty Alain Juppé. V roce 1995 byl levicovým protikandidátem Jeana Tiberiho na post pařížského starosty. Ve volbách neupěl, vyhrál jen v šesti obvodech (ve 3.,10., 11., 18., 19. a 20.) z dvaceti.
V září 1995 byl zvolen za Socialistickou stranu do senátu, kde se stal tajemníkem Výboru pro zahraniční věci a obranu. V době diskusí o registrovaném partnerství byl jeho stoupencem, ale odmítal jakoukoliv možnost manželství mezi osobami stejného pohlaví. Tento svůj názor změnil po zvolení pařížským starostou, když vyzval k zavedení manželství i mezi osobami stejného pohlaví.

Bertrand Delenoë, květen 2007

V roce 2001 proběhly v Paříži komunální volby. Na post pařížského starosty za pravicové Sdružení pro republiku kandidovali dosavadní starosta Jean Tiberi a Philippe Séguin, bývalý člen vedení Sdružení v departementu Vogézy. Za Socialistickou stranu se ucházeli Jack Lang, starosta města Blois a Bertrand Delanoë, který od roku 1993 vedl městskou socialistickou opozici, ale veřejnosti nebyl příliš známý. Když bylo Jacku Langovi nabídnuto místo ministra školství ve vládě Lionela Jospina, jediným kandidátem sdružených levicových stran (socialistů, komunistů a Hnutí občanů), zůstal Delanoë. Za zelené kandidoval Yves Contassot.
Dne 18. března 2001 byl Bertrand Delanoë za přispění strany zelených zvolen ve druhém kole nástupcem Jeana Tiberiho. Od doby Pařížské komuny v roce 1871 tak stanul v čele města levicový politik. V letech 1871-1977 byla funkce pařížského starosty zrušena a v čele města stál prefekt jmenovaný vládou a v městské radě měla pravice vždy převahu. V letech 1977–1995 byl starostou Jacques Chirac a 1995–2001 Jean Tiberi, oba členové pravicového Sdružení pro republiku. Po zvolení starostou se Bertrand Delanoë vzdal svého senátorského mandátu.
Dne 4. září 2007 Bertrand Delanoë oznámil úmysl kandidovat na starostu i v následujících komunálních volbách v roce 2008 a v těchto volbách opět zvítězil.
V komunálních volbách v roce 2014 jej ve funkci starosty nahradila Anne Hidalgo, rovněž členka Socialistické strany.

## Činnost na pařížské radnici
V zahraniční je asi nejznámějším počinem starosty jeho nápad z roku 2002 o zřízení městské pláže na břehu Seiny. Tato akce, kdy je na měsíc uzavřena silnice na pravém břehu řeky a proměněna v promenádu s písečnou pláží, se opakuje každý rok. Tento nápad převzala časem i další města, jako Berlín, Brusel, Budapešť nebo Mety.
Známým projektem byla rovněž kandidatura Paříže na pořádání letních olympijských her v roce 2012, kterou však získal Londýn.
Delanoë se však nejvíce zasazuje o zkvalitnění ovzduší a snížení automobilové dopravy uvnitř města, k čemuž bylo zavedeno několik novinek. Na silnicích byly vybudovány speciální koridory, které mohou používat pouze autobusy městské hromadné dopravy, cyklisté a zásahová vozidla (požární, policejní a sanitní vozy). Dalším opatřením je dočasný zákaz automobilového provozu v některých ulicích (především o nedělích během celého roku a jeden měsíc v létě – kvůli pařížské pláži). Rovněž došlo k rozšíření pěších zón. V parkování, které činí ve městě velký problém, byl v roce 2001 zaveden nový tarif pro rezidenty (0,5 € denně) s cílem donutit obyvatele, aby méně jezdili autem. Od roku 2006 má více než 12000 podzemních parkovacích míst zvýhodněné sazby pro rezidenty. Zároveň bylo mnoho parkovacích míst v ulicích zrušeno, takže je hledání parkovacího místa obtížnější a dražší.
S tím souvisí i zvýšení počtu cyklotras a zavedení systému půjčoven kol Vélib'. O kola a stojany se stará firma JCDecaux, která má za to pronajaté reklamní plochy. Za jeho starostování rovněž pokračuje projekt pařížských tramvají. V roce 2006 byl zahájen provoz na linkách T3 a T4.
V sociální oblasti Delanoë podporuje výstavbu sociálních bytů a zvýšení míst v jeslích.
Jeho další projekt bylo zlepšené internetové připojení pomocí Wi-Fi, které je v Paříži zdarma k dispozici na 260 veřejných místech (parky, knihovny, úřady apod.). Síť Paris Wi-Fi byla zprovozněna v září 2007. Paříž se tak zapojila do projektu, jehož členy jsou také města San Francisco, Toronto, Singapur, Praha, Mexico City a Čennaí.

## Atentát
5. října 2002 se starosta účastnil akce Nuit Blanche (Probdělá noc), během které probíhá po celém městě řada kulturních aktivit. Delanoë byl přítomen na radnici, která byla v rámci akce otevřena veřejnosti a během výstavy na něj zaútočil muž s nožem. Útočník Azedine Berkane poté na policii vypověděl, že nenávidí politiky a zejména homosexuály. Delanoë požádal před svým převozem do nemocnice, aby slavnosti pokračovaly podle plánu. Jeho zranění nebyla kritická a po dvou týdnech mohl opustit nemocnici.

## Ocenění
- 2006: Čestný doktorát na Université du Québec v Montrealu

## Seznam funkcí a mandátů
V Socialistické straně
- sekretář socialistické federace v Aveyronu (1973–1979)
- člen ústředního výboru (1979–1983)
- člen národní rady (od října 1993)
- člen národní kanceláře (od 1997)
- místopředseda klubu socialistů v pařížské městské radě (1979–1983)
- předseda klubu socialistů v pařížské městské radě (1993–2001)

Národní mandáty
- poslanec za Paříž (1981–1986)
- senátor za Paříž (1995–2001)

Komunální mandáty
- člen pařížské městské rady (od 1977)
- starosta Paříže (od března 2001)

Ostatní
- Prezident Association internationale des maires francophones (Mezinárodní asociace frankofonních starostů) (od 2001)
- Prezident světové organizace měst Cités et Gouvernements locaux Unis (od října 2007)